# 四色啄花鸟
四色啄花鸟（学名：Dicaeum quadricolor），是啄花鸟科啄花鸟属的一种，为菲律宾的特有种。全球活动范围约为8平方千米。该物种的保护状况被评为极危。
四色啄花鸟的栖息于亚热带或热带的湿润低地林。